# Bellea del Foc
La Bellea del Foc, oficialment Bellesa del Foc, és la reina de les Fogueres de Sant Joan de la ciutat d'Alacant. Va abillada amb el vestit de nòvia alacantina i és la representant honorífica de les festes de Sant Joan. L'acompanyen sis Dames d'Honor que reben el nom de Dama d'Honor de la Bellesa del Foc o Dama del Foc. És elegida de 1932 ençà en un festival d'elecció entre les representants de les diverses comissions de fogueres.
Les "Bellees del Foc" de la història de les Fogueres de Sant Joan són:
- 1932	Amparito Quereda i Bernabeu
- 1933	Carmen Hernández i Flores, de Benalua
- 1934	Paquita Santos i Albadalejo, del Carrer Sant Vicent
- 1935	Angelita Ramírez i López, d'Alfons el Savi
- 1936	Carmela Ramos i Ramos, de Benalua
- 1940	Matilde Nadal i Bolino, de Benalua
- 1941	Teresa Penalva i Mora, de Benalua
- 1942	Rosita Asensi i Devesa, d'Hernán Cortés
- 1943	Finita Cremades i Torá, de la Plaça de Ruperto Chapí
- 1944	Solita Sabater i Jover, de Pozo-Díaz Moreu
- 1945	Maruja Rigo i Such, de les Carolines Altes
- 1946	Elena García i Mira, de Sant Antoni Alt
- 1947	Conchita Cano i Mata, de Benito Pérez Galdós
- 1948	Rosita Candela i Santonja, de les Carolines Altes
- 1949	Maruja Guillén i García, de la Florida
- 1950	Paquita Ribes i Bas, de la Rambla de Méndez Núñez
- 1951	Conchita Gimeno i Giménez, de les Carolines Altes
- 1952	Pepita Sanguino i Llovet, d'Alfons el Savi
- 1953	Maruja Sabater i Jover, de la Plaça de Ruperto Chapí
- 1954	Herminia Guillén i García, de Sant Antoni Alt
- 1955	María Elena Pérez i Pastor, de la Plaça de Ruperto Chapí
- 1956	Solita Valls i García, de Mercat Central
- 1957	Mercedes Valero i Teruel, de les Carolines Altes
- 1958	María Carmen González i Giménez, d'Hernán Cortés
- 1959	Margarita Ferrándiz i Quiles, de la Plaça de Pius XII
- 1960	Juana Casado i Guardiola, d'Hernán Cortés
- 1961	Mari Sol Ribelles i Mazón, d'Hernán Cortés
- 1962	Genoveva Ribelles i Mazón, de la Rambla de Méndez Núñez
- 1963	Aurora Martínez i García, de Santa Isabel
- 1964	Paquita Montoya i López, de la Plaça de Pius XII
- 1965	María Rosario Álvarez i Tardón, de Calderón de la Barca-Plaça d'Espanya
- 1966	María Carmen Martínez i Baños, de Calderón de la Barca-Plaça d'Espanya
- 1967	Pepita Mira i Navarro, de Calderón de la Barca-Plaça d'Espanya
- 1968	María Carmen Navarro i Fernández, de la Florida
- 1969	Trinidad Bueno i Navarro, de Sant Blai
- 1970	Marisén Morales i Antón, de la Plaça 18 de Juliol
- 1971	Consuelo Rico i Andreu, de la Rambla de Méndez Núñez
- 1972	Concha Berenguer i Fuster, de la Rambla de Méndez Núñez
- 1973	Remedios Serna i González, de Mercat Central
- 1974	Inmaculada Beltrán i García, de Calderón de la Barca-Plaça d'Espanya
- 1975	Eva María Martínez i Martí, del Pla-Metall
- 1976	María Remedios Sirvent i Quiñonero, de Ciutat d'Assís
- 1977	Consuelo González i Selfa, de José María Py
- 1978	Maribel Álvarez i Abad, de Mestria Industrial
- 1979	Terete Caturla i Puebla, de la Rambla de Méndez Núñez
- 1980	Ana María Sánchez i Pérez, de Francisco Franco-La Paz
- 1981	Pilar Valencia i Ganga, del Barri José Antonio
- 1982	Cristina Zapata i García, de Calderón de la Barca-Plaça d'Espanya
- 1983	María Vicenta Martín-Zarco i Marín, de Florida-Portatge
- 1984	Mercedes Martínez i de Mata, de la Plaça de Gabriel Miró
- 1985	Marisa Negrete i Torroba, del Polígon de Sant Blai
- 1986	Ascensión Samaniego i Navarro, de la Plaça del Mediterrani
- 1987	Aranzazu García i Espinosa, del Polígon de Babel
- 1988	Paloma Llavador i López, de Santa Isabel
- 1989	Eva Isabel Oltra i Moyano, de Doctor Bergez-Les Carolines
- 1990	Nuria Larrosa i Costa, de Santa Isabel
- 1991	Marí Trini Amorós i Fillol, de la Plaça de Ruperto Chapí
- 1992	Alicia Crevillén i González, de Florida Sud
- 1993	Sonia Molina i Ortega, de Doctor Bergez-Les Carolines
- 1994	Verónica Pastor i Antolinez, de Florida-Portatge
- 1995	Mar Argilés i Esteve, de la Goteta
- 1996	Nuria Terol i Terol, del Palamó
- 1997	María del Mar Martínez i Sánchez, del Pla-Metall
- 1998	Estefanía Ruiz i Jiménez, d'Hernán Cortés
- 1999	Natalia Candela i Castillo, de la Goteta
- 2000	María del Mar Rodrigo i Redondo, de les Carolines Altes
- 2001	María Rueda i Gómez, de Florida-Portatge
- 2002	Maite Pérez i Marco, de Pla del Bon Repòs
- 2003	Vanessa Sánchez i Serrano, de Sant Blai Alt
- 2004	Ana Guillén i Pastor, d'Hernán Cortés
- 2005 Laura Chorro i Diéguez, d'Avinguda de Lóring-Estació
- 2006 Raquel Alcaraz i Villaescusa, de Sant Doménec-Plaça de Tomás Valcárcel
- 2007 Blanca Ortiz i Díaz, d'Avinguda de Lóring-Estació
- 2008 Inés Quesada García, de Sant Blai Alt
- 2009 Miriam Toré Navalon, de Florida Sud
- 2010 María Ángeles Guijarro Mira, del Carrer Sant Vicent
- 2011 Raquel Sánchez Martín, de Gran Via-Garbinet
- 2012 Elena García Caballero, de Diputació-Renfe
- 2013 Beatriz Botella Gil, del Port d'Alacant
- 2014 Patricia Gadea Martínez, de Doctor Bergez-les Carolines
- 2015 Carmen Caballero Serra, de Calvo Sotelo
- 2016 Ana Belén Castelló Ríos, del Carrer Sant Vicent
- 2017 Sofía Escoda Navarro, d'Hernán Cortés
- 2018 Aleida González Martín-Zarco, del Port d'Alacant
- 2019 Isabel Bartual Fernández, del Carrer Sant Vicent[4]
- 2022 Marina Niceto Valera, de Sant Blai
- 2023 Belén Mora Rosado, de Nou Alipark
- 2024 Alba Muñoz Navarro, de Florida-Portatge